# Aspnässkolan

Aspnässkolan är en kommunal grundskola i kommundelen Jakobsberg i Järfälla kommun väster om Stockholm  med adress Birgittavägen 21 i Jakobsberg i Järfälla. Aspnässkolan har byggnader som är från 1846, 1901 och 1945. Det äldsta skolhuset från 1846 låg vid Aspnäs vid Allévägen i korsningen Allévägen 2 och gamla Enköpingsvägen 1 och det huset revs 1959 och fungerar idag som vindskydd vid Ängsjö friluftsgård.
Aspnässkolan, eller Jakobsbergs skola, var Järfälla sockens första egna skola och den öppnades 1846. Man köpte in en mangårdsbyggnad, som låg vid Aspnäs vägskäl, för att använda som skola. Byggnaden hade tidigare fungerat som vägkrog, det vill säga som restaurang som låg invid en större väg, det var Gamla Enköpingsvägen, som gick mellan Stockholm och Enköping. Vid Aspnäs vägkrog var kunderna är ofta på resande fot.

## Historia
Den gamla Aspnäs-skolan togs i bruk 1846. Tidigare hade Järfälla socken haft skola gemensamt med Spånga socken, Spånga-Järfälla skola, i en byggnad på Hjulsta gårds ägor i Spånga socken under åren 1810-1845.

### Aspnäs krog blev skola 1846

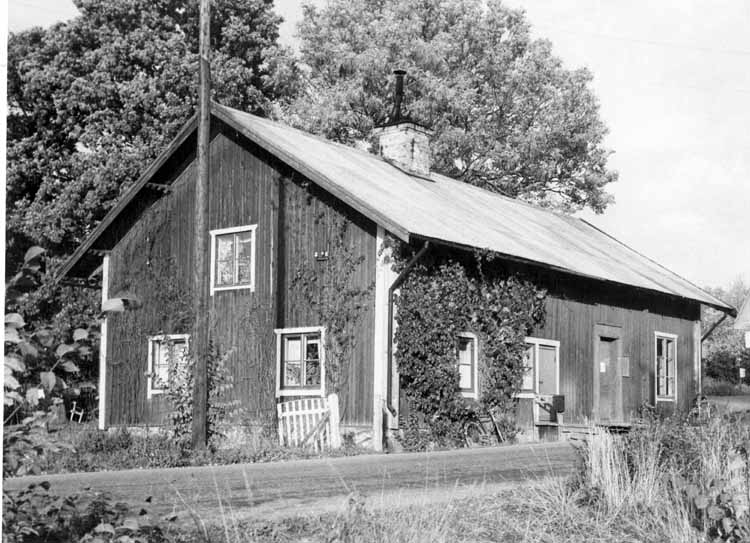
1846 års skolhus, före detta skolhuset vid Aspnäs vid korsningen Allévägen 2 och Gamla Enköpingsvägen 1 i Jakobsberg. I förgrunden syns Allévägen, det som idag är Viksjöleden.

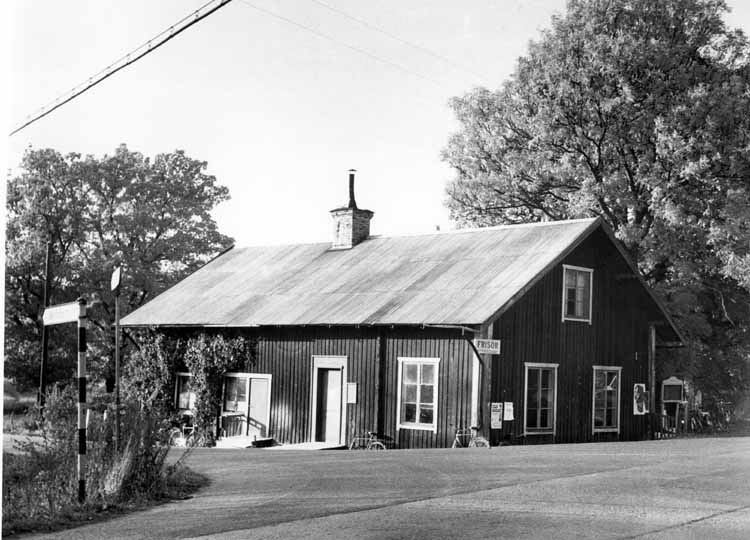
Aspnäs skola i Jakobsberg, Järfälla. 1846 års skolhus vid Aspnäs i korsningen Allévägen 2 och gamla Enköpingsvägen 1 i Jakobsberg. I förgrunden Enköpingsvägen. Allévägen tar av åt vänster till Jakobsbergs samhälle. Fotograf: Artur Johlin, 1951.

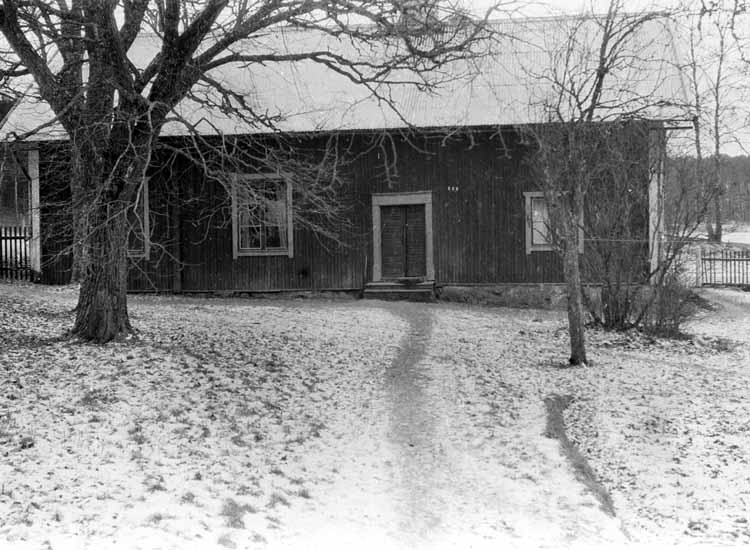
Äldsta Aspnässkolan i Jakobsberg i Järfälla. Foto från 1930 av 1846 års skolhus, som låg vid korsningen Allévägen-Enköpingsvägen, allmänt kallad Aspnäs vägskäl. Fotograf: John Lif, 1930.

Tanken på en egen skola för Järfälla finns på pränt för första gången i Spånga-Järfällas skoldirektions protokoll den 6 maj 1844. I detta protokoll är ordagrant intaget ett donationsbrev av överste greve Filip Bogislaus von Schwerin (1790-1865) på Jakobsberg. Han donerade en skoltomt till Järfälla socken invid torpet Lövhagen, som låg ungefär vid nuvarande Lövhagsvägens norra slutpunkt. Efter ingående diskussioner avböjdes von Schwerins donation, bland annat därför att läget inte var centralt nog och i januari 1845 köpte socknen istället ett område vid Aspnäs av von Schwerin för 800 riksdaler banco. I priset ingick då mark samt en nyligen uppförd mangårdsbyggnad, som alltså blev Järfällas första skolhus. Denna byggnad hade då tidigare fungerat som krog. Från 1792 vet man säkert, att det fanns en krog vid Aspnäs. År 1836 yrkade sockenstämman på att vägkrogen skulle dras in. Grosshandlare Åmark på Hägerstalund yttrade då bland annat att Om det oskick som der föröfvas, bära såväl en ofta förnyad erfarenhet, som Häradets Domböcker Ojäfelige bevis. Omkring år 1843 tycks krogen ha upphört.
Under sommaren 1845 genomgick den av församlingen nyinköpta och den nyligen uppförda manbyggnaden på torpet Aspnäs, för att där inrätta en skola, en reparation som kostade socknen cirka 64 riksdaler banco. Den 10 maj 1846 öppnades skolan för undervisning.
Första året sköttes undervisningen av kyrkvaktmästaren Erik Mellberg. Den första ordinarie läraren började sin undervisning i april år 1847. Det var klockaren och organisten i församlingen, Ludvig Ulric Öberg. Han hade då genomgått en ettårig utbildningskurs för lärare. Ett nytt reglemente för undervisningen stadfästes nu också, 1847. Reglementet innebar att skollärartjänsten i Järfälla skulle vara förenad med klockartjänsten och organisttjänsten. I reglementet fanns bestämmelser om lärarlön, bestraffning, skolålder, lästider, undervisningsmetoder och läroämnen. Lärarens lön utgjorde 53 riksdaler 16 skilling banco, 8 tunnor spannmål, 2 tunnor spannmål som ersättning för bete och foder åt 1 ko, planteringsland, 2 årliga kollekter i kyrkan samt fri bostad. Järfällas första skoldirektion organiserades samma år, 1845, där kyrkoherden blev ordförande i skoldirektionen.
Skolan skulle ha startat hösten 1845, men eftersom den tilltänkte skolläraren var under utbildning sökte man efter en lärarinna som skulle kunna upprätthålla tjänsten till dess att han kunde börja sin tjänst. Kraven på lärarinnan var att hon skulle vara medelålders, ”ha god och klanderfri frejd, stadgat och allvarligt uppförande samt nödig skicklighet att meddela innanläsning och förhöra läxor i katekes”. Någon lärarinna blev dock aldrig anställd, utan istället fick kyrkvaktaren från och med maj 1846 undervisa tills Järfällas förste ordinarie lärare, Ludvig Ulric Öberg, kunde tillträda i april 1847.

### Den gamla skolan ombyggdes 1866
Vad själva byggnaden beträffar så har den undergått en del förändringar. Aspnässkolan byggdes om 1866. Då höjdes taket i skolsalen och man tog då upp ett större fönster och förbättrade inredningen. Frågan om tillbyggnad av huset vid Aspnäs blev åter aktuell år 1878 och man byggde då till skolhuset med 6 alnar mot landsvägen, vilken tillbyggnad också kom till stånd. 1898 var läraren vid småskolan J.A. Wallander. Wallander kom till skolan 1890 och han blev den siste läraren i den gamla skolan, då han höstterminen 1901 flyttade in i den nya Aspnäs-skolan. Han var sedan kvar i socknen till 1909. År 1909 hette lärarinnan Anna Mothander. På 1940-talet var läraren Wilhelm Söderbärj. "Wille" Söderbärj hade varit överlärare i Aspnäs skola, men tog senare tjänst som folkskollärare. Efter Söderbärj blev Folke Fogelström chef för skolorna i Järfälla, han blev således överlärare från hösten 1946.

## Den gamla byggnaden nedmonterades 1959
Till höstterminens början 1901 stod en helt ny skolbyggnad färdig vid Aspnäs. Då upphörde undervisningen i den gamla skolan. Den gamla skolbyggnaden från 1846 såldes då till brukspatron G.F. Berndes på Jakobsberg för 1.000:- kronor. Den gamla byggnadens förändringar som skedde åren 1866 och 1878 framgick tydligt vid nedtagningen av skolhuset år 1959. Detta allra äldsta skolhus, som låg vid Aspnäs i korsningen vid Allévägen 2 och Enköpingsvägen 1 i Jakobsberg, och som togs i bruk 1846, finns dock inte kvar i ursprungligt skick. Den byggnaden revs 1959 och flyttades senare till Ängsjö friluftsgård i norra Järfälla kommun. Delar av timret återanvändes för att uppföra ett vindskydd, eller raststuga, vid Ängsjö friluftsgård och finns idag som raststuga där.

## Den nya skolbyggnaden från 1901

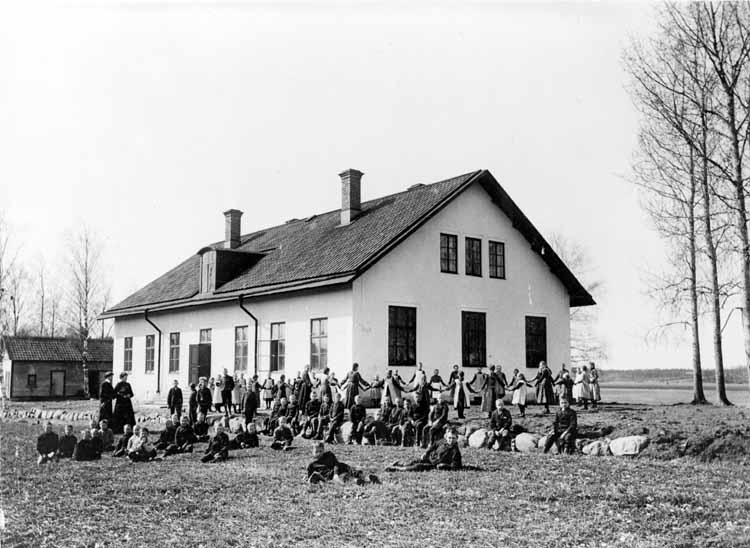
Aspnäs skola i Jakobsberg i Järfälla, som byggdes 1901, den andra skolan vid Aspnäs. Fotografi från 1906. Skolans lärare och elever står utanför skolan. Till vänster i bakgrunden syns ett utedass.

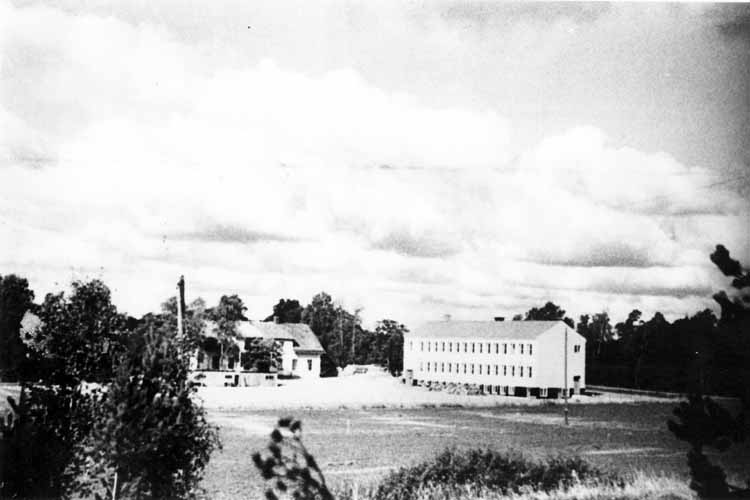
Aspnäs skola i Jakobsberg. Två generationer skolor, till vänster 1901 års skola och till höger 1945 års skola. Skolan är i stort sett färdigbyggd, men fortfarande finns byggbodar kvar på skolgården. Fotografi från hösten 1945. Fotograf: John Lif.

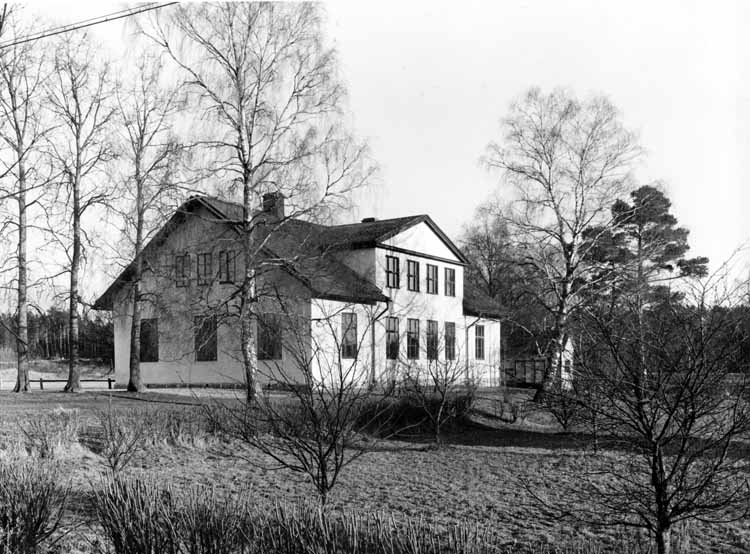
Aspnäs skola i Jakobsberg i Järfälla, 1901 års skolhus. Från denna vinkel syns utedasset till höger bakom skolan. Fotografi från 1930.

Den nya skolbyggnaden från 1901 inrymde på nedre botten folkskolesal för 64 barn och en småskolesal för 36 barn, avklädningsrum, lärarbostad samt en förstuga. På nedre plan inrymdes bostad till småskollärarinnan och ett kommunalrum som också används för manlig slöjd. Byggnaden inrymde också en tandklinik på två rum, ett stort behandlingsrum och litet väntrum.

## Skolan bytte namn två gånger
1936 bytte skolan namn och började kallas Jakobsbergs skola. Barnantalet vid Aspnäs ökade hela tiden.
Vid mitten av 1960-talet ändrades skolans namn igen till Aspnäs skola, eller Aspnässkolan.

## Ny större skola byggdes 1945
År 1945 byggde man åter en ny större skola med 7 lärosalar. Den gamla skolan byggdes då också samtidigt om. I början av 1950-talet började man återigen växa ur skollokalerna. På 1940-talet fanns bara en skola för folkskolebarn i hela kommunen, nämligen Aspnässkolan. Småskolor fanns i Jakobsberg och dessutom i Kallhäll, Stäket och Barkarby. För det mesta hade folkskolläraren eleverna från tredje klassen. Skolans expedition låg i den "Nya folkskolan", som den också kallades, och expeditionen var öppen även på lördagar. I slutet av 1940-talet och i början av 1950-talet började elevantalet öka kraftigt i takt med att kommunen växte. Det blev svårt att få undervisningslokalerna att räcka till och 1955 flyttades expeditionen till Parkvägen 4, nuvarande Nibblevägen. Klasserna var stora under 1950-talet. Skolan fick gymnastiksal 1955.

## Ombyggnad
1957 byggde man till skolan med 18 klassrum och 1961 byggde man Aspnäs skolpaviljonger för Järfälla kommunala realskola. Numera används de lokalerna för låg- och mellanstadiet i grundskolan.
Vid mitten av 1960-talet ändrades skolans namn igen, som ovan nämnts, till Aspnäs skola, eller Aspnässkolan.

## Lokalhistoria om Aspnässkolans läge

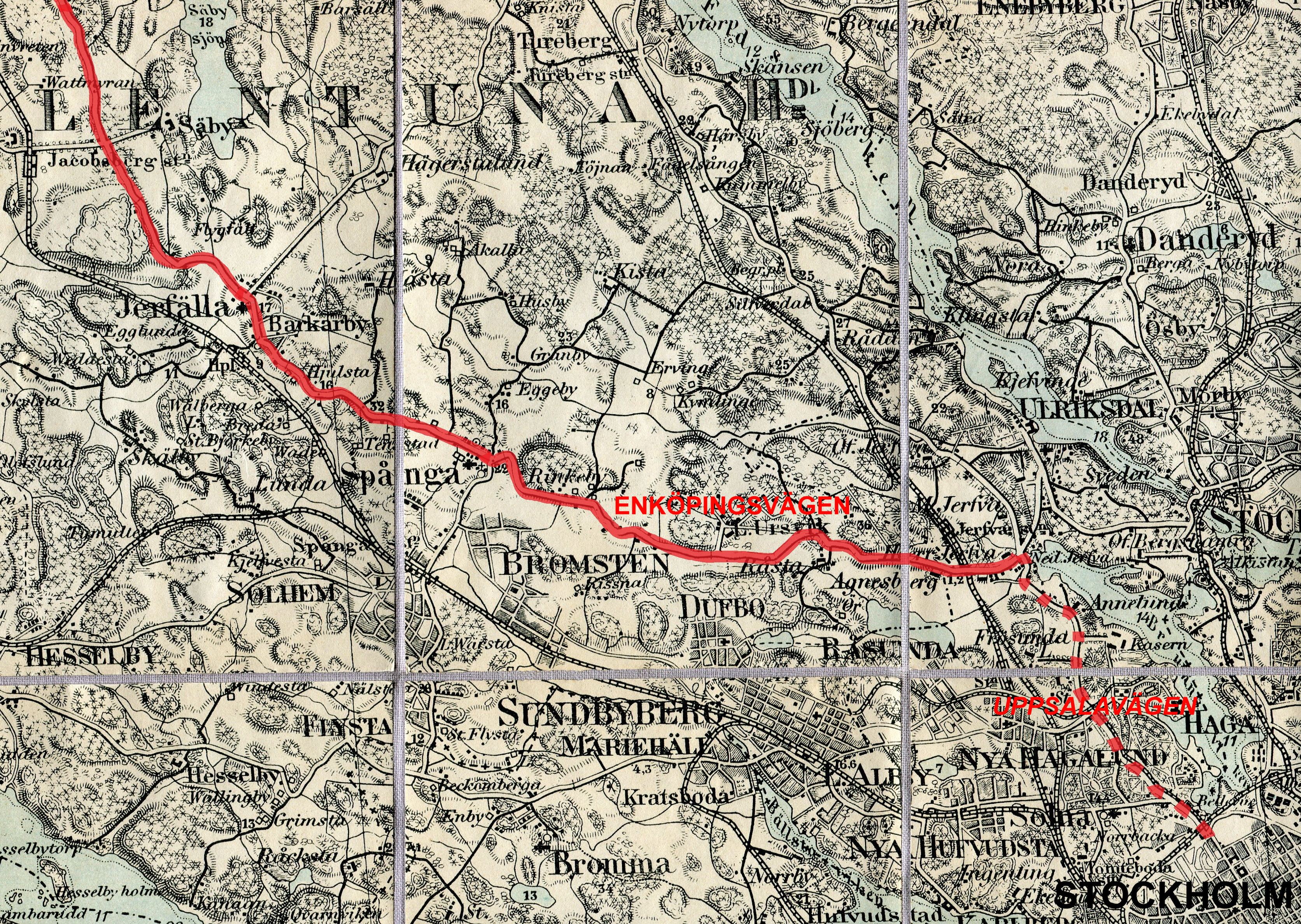
Enköpingsvägen mellan Stockholm och Järfälla 1873. Aspnäs skola låg vid vägskälet, korsningen Enköpingsvägen och Allévägen i Jakobsberg, som syns i övre vänstra hörnet på kartan. Man ser tydligt markeringen av allén som gick mellan Säby gård och Jakobsbergs gård.

Järfällas första egna skola, eller Jakobsbergs skola, som öppnades 1846 i skolhuset, som  var en mangårdsbyggnad vid Aspnäs i Jakobsberg som man köpte in för skoländamål och som tidigare hade fungerat som en vägkrog. Vägkrogen hade upphört tre år tidigare, år 1843, den låg i nuvarande centrala Jakobsberg och hette Skruven, ett stort hus där det bedrevs krog. Den låg vid vägkorsningen som kallas Aspnäs vägskäl. Idag andas namnet lantlig idyll där den låg vid Gamla Enköpingsvägen, genomfartsleden mellan Stockholm och Enköping, och mötte Allévägen, som idag är Viksjöleden. Då var det en lång allé mellan två av socknens främsta gårdar, Jakobsberg, idag Jakobsbergs folkhögskola, och Säby gård, herrgården vid Säbysjön. Torpet Aspnäs gav namn åt korsningen. Där torpet Aspnäs låg fram till 1840-talet ligger idag bostadsrättsföreningen Aspnäs, brf Aspnäs, med två svängda höghus. I folkmun heter de husen bananhusen. Diagonalt över korsningen från Aspnäs låg Skruven. Krogverksamheten upphörde omkring 1820, men bebyggelsen fanns kvar till 1890-talet som bostad för Säby gårds hantverkare.

## Barnen som bodde i Lövsta gick i Aspnäs skola
Barnen i Lövsta, som på 1800-talet och ända fram till 1885 tillhörde Järfälla socken, hade svårigheter att gå i Aspnäs skola. År 1885 inköpte Stockholms stad Lövsta för att anlägga ett renhållningsverk. I kommunalstämmans protokoll 1863 framkom klagomål om svårigheterna. Därför beslutades det att man under en och en halv månads tid skulle anordna en skola i Lövsta istället. Men barnen ålades samtidigt att åtminstone någon dag i veckan besöka skolan i Aspnäs. Denna undervisning i Lövsta fortsatte inte någon längre tid. Men 1879 började man åter bedriva undervisning i Lövsta, men i hyrd lokal. Det blev en ambulerande skola som flyttade mellan Lövsta skola och Görvälns skola, fyra månader på vardera platsen. Denna flyttande skola pågick till och med våren 1864. Den nya Lövsta skola grundades 1863 och blev kommunens tredje skola. Från och med läsåret 1938 drogs Lövsta skola in och barnen skjutsades till Barkarby skola. Lövsta skolas byggnad användes sedan som ungdomsgård av Spånga ungdomsråd. 1975 överfördes Lövsta skola till Stockholms kommun. Den fjärde skolan i kommunen blev sedan Görvälns skola, som grundades 1870 och var i bruk fram till 1939. Lövsta och Riddersvik tillhörde från 29 mars 1864 Järfälla socken i kameralt och juridiskt hänseende, dit det i kyrkligt hänseende alltid hade hört. Ännu på 1970-talet låg byn Kyrkhamn, som ligger norr om Lövsta sopstation, i Järfälla kommun. Kyrkhamn inlemmades så sent som 1 januari 1975 i Stockholms stad. I Kyrkhamnsbyn i Lövsta började man på 1890-talet att bygga bostäder åt arbetarna vid sopstationen i Lövsta. Hösten 2011 tog stadsdelsnämndens ordförande och stadsmiljöborgarrådet beslutet att inlemma även Kyrkhamn i Görvälns naturreservat i Järfälla kommun.

## Källa
1. 1 2  Lars Gustafsson j:r, Järfälla-Bygden 1959.
2. 1 2  ””Friwilliga gofvor” och spannmålsförsäljning - skolan i Järfälla under 1800-talets första hälft. Ingrid Kennerstedt Bornhall, Järfälla kultur.”. Arkiverad från originalet den 15 februari 2015. https://web.archive.org/web/20150215125621/http://www.jarfalla.se/download/18.13f51c2613295024d22800019/1422498726869/Skolan+i+J%C3%A4rf%C3%A4lla+under+1800-talet.pdf. Läst 15 februari 2015.

- Lars Gustafsson j:r, Järfällaboken 1957.